# Pista Jean Paul Genie
La Pista Jean Paul Genie (también conocida como Boulevard de los Mártires) es una de las principales vías rápidas del sureste de la ciudad de Managua, Nicaragua. Esta pista urbana conecta la Carretera a Masaya con la Rotonda Universitaria en dirección este, facilitando la conexión entre barrios residenciales y zonas comerciales importantes

.

## Historia y denominación
El nombre Jean Paul Genie hace referencia al joven nicaragüense asesinado por fuerzas del régimen durante protestas en la década de 1990. Por su parte, Boulevard de los Mártires es el nombre oficial empleado en documentos de planificación vial de la Alcaldía de Managua. En la práctica, ambos nombres se usan indistintamente para referirse a la misma vía.

## Recorrido
La vía inicia al oeste desde la Carretera a Masaya, frente al centro comercial Galerías Santo Domingo, y avanza en línea recta hacia el este. A lo largo de su recorrido, atraviesa zonas residenciales de alto desarrollo como Las Colinas y Las Cumbres, y sirve como conexión principal hacia la Rotonda Universitaria, donde enlaza con la Pista Suburbana.
El tramo también cuenta con infraestructura vial moderna: cuatro carriles, andenes, iluminación LED, y zonas verdes, lo que la convierte en una de las más transitadas por vehículos particulares.

## Barrios que atraviesa
- Las Colinas
- Residencial Las Cumbres
- Altamira Este
- Sectores cercanos a la Universidad Nacional de Ingeniería (RUPAP)

## Importancia
Es considerada una vía estratégica para el tráfico de Managua ya que:
- Conecta dos ejes mayores: Carretera a Masaya y Pista Suburbana.
- Da acceso directo a centros comerciales, universidades y edificios públicos.
- Representa una zona de alto desarrollo comercial y residencial.